# Região de Coimbra

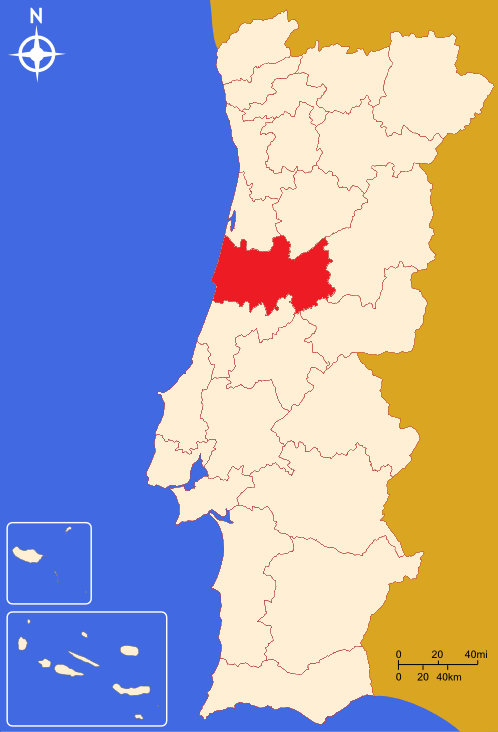
Localização da Região de Coimbra

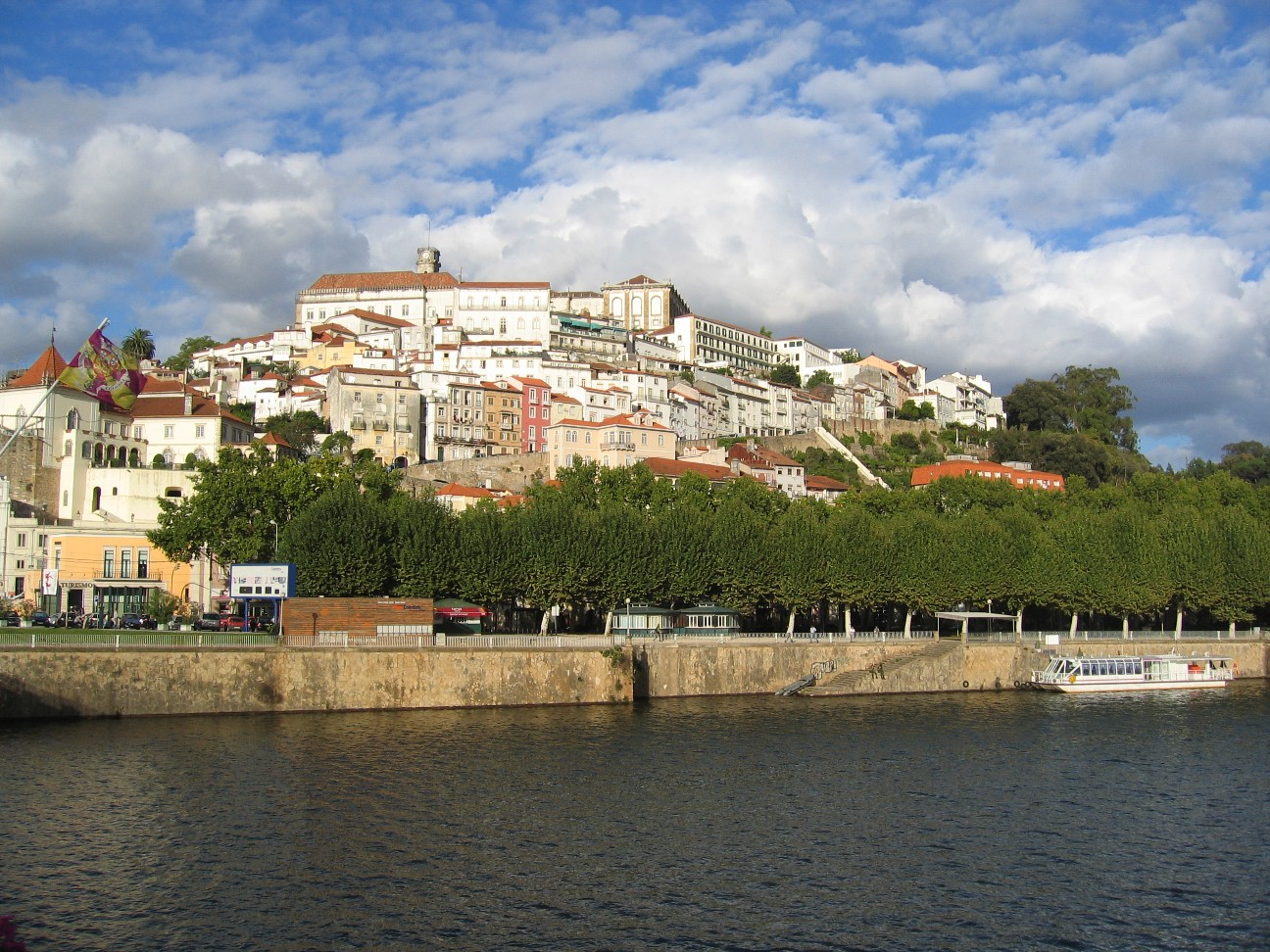
Centro histórico da cidade de Coimbra

A Região de Coimbra é uma sub-região portuguesa situada no centro-oeste do país, pertencendo à região do Centro. Tem uma extensão total de 4.335 km2, 436.929 habitantes em 2021 e uma densidade populacional de 101 habitantes por km2.
Está composta por 19 municípios e 168 freguesias, sendo a cidade de Coimbra a cidade administrativa e um dos principais núcleos urbanos da sub-região. Com 99.792 habitantes na sua área urbana e 140.796 habitantes em todo o município, é a maior cidade e o maior município da sub-região, sendo limitada a noroeste com a Região de Aveiro, a norte com Viseu Dão-Lafões, a nordeste com as Beiras e Serra da Estrela, a sudeste com a Beira Baixa, a sul com o Médio Tejo e com a Região de Leiria e a oeste com o Oceano Atlântico.

## Divisões
A sub-região é composta por 19 municípios, 168 freguesias e 5 cidades:

### Municípios
A Região de Coimbra divida-se nos seguintes 19 municípios:
- Arganil
- Cantanhede
- Coimbra
- Condeixa-a-Nova
- Figueira da Foz
- Góis
- Lousã
- Mealhada
- Mira
- Miranda do Corvo
- Montemor-o-Velho
- Mortágua
- Oliveira do Hospital
- Pampilhosa da Serra
- Penacova
- Penela
- Soure
- Tábua
- Vila Nova de Poiares

### Freguesias
A Região de Coimbra divida-se nas seguintes 168 freguesias:

### Cidades
A Região de Coimbra compreende as seguintes 5 cidades:
- Cantanhede
- Coimbra
- Figueira da Foz
- Mealhada
- Oliveira do Hospital